# Francis Xavier Vira Arpondratana
Francis Xavier Vira Arpondratana (em tailandês, ฟรังซิสเซเวียร์ วีระ อาภรณ์รัตน์) (Sam Saem Thai, 3 de outubro de 1955) é um prelado tailandês da Igreja Católica, desde 2025 é arcebispo de Bangkok.

## Biografia
Ele ingressou no Seminário menor diocesano de Bangkok, depois de frequentar o ensino fundamental e médio. Posteriormente, frequentou cursos de filosofia e teologia no Seminário Maior Nacional Lux Mundi, em Sampran.
Recebeu a ordenação presbiteral em 7 de junho de 1981, do arcebispo de Bangkok, Michael Michai Kitbunchu, sendo incardinado naquela arquidiocese. Em 1984, ele obteve o título de Bacharel em Ensino pela Universidade Estadual Nakhorn Pathom.
Após a ordenação, em 1981 foi vigário paroquial de São Pedro em Sampran; entre 1981 e 1985, foi vice-reitor do Seminário Menor Diocesano de Bangkok; depois, entre 1985 e 1988, fez seus estudos para a licença em Pastoral Juvenil e Catequese na Pontifícia Universidade Salesiana de Roma, residindo no Pontifício Colégio São Pedro.
De volta ao país, de 1988 a 1989 foi chefe do Departamento Diocesano de Catequese; de 1989 a 2009, foi Diretor do Centro Catequético Diocesano em Bangkok; entre 1989 e 1990, foi pároco assistente na Paróquia Nossa Senhora de Fátima, Din Daeng; de 1990 a 1998, Capelão da Escola do Convento de São José em Bangkok e de 2001 a 2009, foi professor titular no Seminário Nacional Maior Lux Mundi em Sampran.
Em 10 de fevereiro de 2009, o Papa Bento XVI o nomeou bispo da Diocese de Chiang Mai. Recebeu a ordenação episcopal em 1 de maio seguinte, na Catedral do Sagrado Coração de Chiang Mai, do cardeal arcebispo de Bangkok, Michael Michai Kitbunchu, coadjuvado por Salvatore Pennacchio, núncio apostólico no país e por Joseph Sangval Surasarang, seu antecessor.
Em 27 de junho de 2024, foi nomeado administrador apostólico de Bangkok.
Em 11 de janeiro de 2025, o Papa Francisco o elevou a arcebispo metropolitano de Bangkok.